# Ribellione di Absalon al padre
La tarsia Ribellione di Absalon al padre fa parte delle tarsie del coro della basilica di Santa Maria Maggiore i cui disegni preparatori furono eseguiti da Lorenzo Lotto e intarsiati da Giovan Francesco Capoferri. È collocata sul presbiterio nel banco dei laici, undicesima spalliera. Uno studio delle tarsie e dei disegni preparatori fu realizzato dalla studiosa Francesca Cortesi Bosco e pubblicato nel 1987.

## Storia
La congregazione della Misericordia Maggiore, che amministrava la basilica mariana, e che aveva deciso di completare il presbiterio con un nuovo altare e con il nuovo coro, il 12 marzo 1524 affidò a Lorenzo Lotto la realizzazione dei disegni per le tarsie Per la loro realizzazione Lotto fu aiutato dal frate teologo francescano Gerolamo Terzi. La tarsia fu disegnata nel 1526 e realizzata dal Capoferri l'anno successivo venendo poi profilata solo nel 1531.

Il disegno preparatore fu iniziato dal Lotto il 20 maggio 1526 e terminato entro il 19 luglio per essere poi consegnato alla Congragazione della Misericordia Maggiore nel mese successivo. Vi è una specifica dell'artista al Capoferri che doveva intarsiare lo stallo che meglio spiega come intendeva povesse presertarsi la raffigurazione

## Descrizione

### Tarsia
L'invenzione o storia descrive l'evento raccontato nel Libri di Samuele (Samuele 18, 6-14) La tarsia raffigura quindi la battaglia che Absalon copie contro l'esercito del padre Davide, ma anche il desiderio del padre che il suo di esercito non uccidesse il figlio. La tavola presenta sul lato destro il re Davide seduto sotto l'arco del palazzo del luogo fortificato dove si era fermato per organizzare la battaglia, ordina ai suoi fedeli Abasai e Etai di non uccidere il figlio suo Assalonne durante la battaglia che infuria sul campo. A destra è raffigurato il giovane figlio che rimasto impigliato nei rami di una grande quercia rimane sospeso tra cielo e terra, mentre il suo mulo, raffigurato in primo piano lo ha abbandonato dato che il disegno di Dio si era ormai compiuto. La raffigurazione di presenta molto spoglia nella sua parte centrale, come un silenzioso campo di battaglia dove vi sono molti corpi di giovani soldati uccisi, mentre il cielo offre uno spettacolo di volo d'uccelli che circonda la città torrita. 

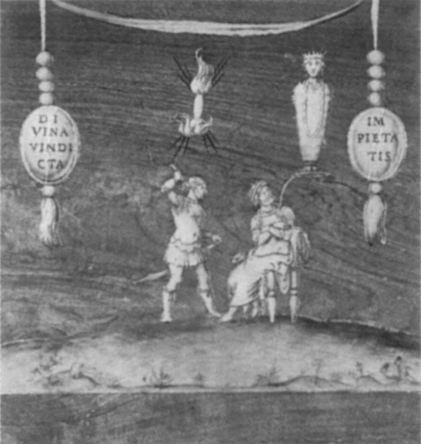
Coperto della tarsia

### Coperto
Il coperto o “picture a claro et obsuro” o impresa era pronto già dal 3 febbraio 1527 e consegnate a Venezia con altre 11 a Vettor Cossa il 18 del mese. La tavola fu profilata dal loverese nel 1531. Il coeprto vuole sottolienare come sia la ribellione del figlio che la sua morte, non voluta dal re Davide, siano un castigo divino per la vita del re lussuriosa. Il re è raffigurato seduto su di un trono regale e malgrado abbia i simboli della sua regalità, tiene le braccia conserte come segno d'impotenza e al collo il collare di ferro che veniva messo agli schiavi che è legato alla raffigurazione della dea  Diana Efesia. Il suo sguado non è rivolto al figlio che gli sta di fronte ma alla dea dalla quale è soggiogato. La dea è raffigurata chiusa in un involucro e circondata da mammelle. Lotto voleva indicare come la natura poteva facilmente soggiogare la volontà umana.